# Chassin (Gros Islet)
Chassin es una localidad de Santa Lucía que forma parte del distrito de Gros Islet.